# Sztrókay Kálmán (geológus)
Sztrókay Kálmán eredeti nevén Sztrókay Kálmán Imre (Zalacsány, 1907. április 16. – Budapest, 1992. június 19.) mineralógus, természettudományi író, a föld- és ásványtani tudományok doktora (1958), egyetemi tanár; az Irodalom és Tudomány szerkesztője.

## Életpályája
A Zala vármegyei Zalacsányon született. Középiskolai tanulmányait Sopronban végzete. 1930-ban természetrajz-vegytan-földrajz szakos középiskolai tanári oklevelet szerzett a budapesti Pázmány Péter Tudományegyetemen. Egyetemi tanulmányai során került szorosabb kapcsolatba az ásványtannal. A diploma megszerzése Mauritz Béla professzor mellé került tanársegédnek a budapesti egyetem Ásvány-kőzettani Intézetében.
1932-ben doktorált. Ösztöndíjjal Berlinbe ment és Paul Ramdohr (1890–1985) professzor mellett ércoptikát tanult. 1953-ban nevezték ki az ELTE Ásványtani Tanszékének professzorává. A tanszéket negyedszázadon át vezette. 1967-68 között az ELTE Természettudományi Karának dékánja is volt.
Több közéleti funkciót betöltött (Magyarhoni Földtani Társulat, UNESCO Központi Meteorit Munkabizottság, Párizs). Munkájáért több elismerésben részesült (Munka Érdemrend arany fokozata – 1967-ben és 1977-ben, MTESZ-díj, 1970, Vendl-emlékérem, a Magyarhoni Földtani Társulat Emlékgyűrűje, ELTE Arany díszérem).

## Tanári és kutatói munkássága
Legismertebb alkotása a Koch Sándorral együtt írt Ásványtan. Nevéhez fűződik a pordiffrakciós anyagvizsgálati módszer meghonosítása a hazai ásványtanban. Ércmikroszkópiai és ércteleptani vizsgálatai is fontos eredményekhez vezettek a hazai érctelepeken (Nagybörzsöny, Recsk, Gyöngyösoroszi). Több új ásványt írt le. Kidolgozott egy olyan ásványrendszertant, amely a kristálykémiai, a kristályszerkezeti, a geokémiai és földtani megfigyelések bonyolult kapcsolatát ötvözi. Jelentősek az ipari gyártásokhoz kapcsolódó vizsgálatai az ércdúsítás, az üveg- és kerámiaipar, a gyógyszer- és akkumulátorgyártás területén. Szabadalma is volt, társszerzőkkel, az alunit műkorund gyártására.

## Meteoritikai munkássága
A magyarországi meteoritikai kutatásokat Sztrókay Kálmán professzor emelte magas színvonalra. Leírta a kabai, a nyírábrányi és a mikei meteoritokat. Több fontos fölismerése fűződik a kabai meteorit vizsgálatához is. A kabai meteorit fehér zárványait ő vizsgálta először. A tudományos ismeretterjesztésben is részt vett és előadásokat tartott a meteoritekről, foglalkozott a holdkőzetek ismertetésével, és a Földön kívüli élet keletkezési lehetőségeivel is.